# Major League Soccer 2000
Navigation
Édition précédente Édition suivante
La Major League Soccer 2000 est la 5e saison de la Major League Soccer, le championnat professionnel de football (soccer) des États-Unis. Cette saison est marquée par plusieurs changements. Les équipes sont désormais réparties en trois divisions (Est, Centre et Ouest) au lieu de 2 conférences auparavant. D'autre part, le championnat se met aux normes internationales en adoptant les matchs nuls.
Deux places qualificatives pour la Coupe des champions de la CONCACAF 2001 sont attribuées aux finalistes du championnat. L'édition 2001 n'ayant finalement pas lieu, elles sont reportées pour l'édition 2002.

## Changements par rapport à 1999
- Les équipes sont réparties en 3 divisions : Est, Ouest et Centre. Le Fire de Chicago, le Burn de Dallas (ex-association de l'Ouest de la MLS), le Crew de Columbus et le Mutiny de Tampa Bay (ex-association de l'Est de la MLS) intègrent la nouvelle division Centre.
- Les champions de division plus les cinq meilleures équipes restantes se qualifient en séries éliminatoires.
- En cas de match nul à l'issue du temps réglementaire, une prolongation de deux périodes de cinq minutes avec but en or a lieu. S'il n'y pas de but marqué, il y a donc match nul, ce qui est une nouveauté en MLS, où chaque match avait auparavant un gagnant[1].

## Les 12 franchises participantes

### Carte
| Fire de Chicago Rapids du Colorado Crew de Columbus D.C. United Burn de Dallas Wizards de Kansas City Galaxy de Los Angeles Mutiny de Tampa Bay Fusion de Miami Revolution de la Nouvelle-Angleterre MetroStars Earthquakes · de San José |

| Division Ouest - Rapids du Colorado - Wizards de Kansas City - Galaxy de Los Angeles - Earthquakes de San José | Division Centre - Fire de Chicago - Crew de Columbus - Burn de Dallas - Mutiny de Tampa Bay | Division Est - D.C. United - Revolution de la Nouvelle-Angleterre - Fusion de Miami - MetroStars |

### Stades
| Fire de Chicago  | Rapids du Colorado | Crew de Columbus      | D.C. United          |
| ---------------- | ------------------ | --------------------- | -------------------- |
| Soldier Field    | Mile High Stadium  | Columbus Crew Stadium | RFK Memorial Stadium |
| Capacité: 61.500 | Capacité: 76.273   | Capacité: 22.555      | Capacité: 46.000     |
|                  |                    |                       |                      |

| Burn de Dallas   | Wizards de Kansas City | Galaxy de Los Angeles | Fusion de Miami  |
| ---------------- | ---------------------- | --------------------- | ---------------- |
| Cotton Bowl      | Arrowhead Stadium      | Rose Bowl             | Lockhart Stadium |
| Capacité: 92.100 | Capacité: 81.425       | Capacité: 92.542      | Capacité: 20.450 |
|                  |                        |                       |                  |

| MetroStars       | Revolution de la Nouvelle-Angleterre | Earthquakes de San José | Mutiny de Tampa Bay   |
| ---------------- | ------------------------------------ | ----------------------- | --------------------- |
| Giants Stadium   | Foxboro Stadium                      | Spartan Stadium         | Raymond James Stadium |
| Capacité: 80.200 | Capacité: 60.292                     | Capacité: 30.456        | Capacité: 65.857      |
|                  |                                      |                         |                       |

### Entraîneurs
Durant l'intersaison, Fernando Clavijo a été nommé entraîneur du Revolution de la Nouvelle-Angleterre en remplacement de Steve Nicol tandis qu'Octavio Zambrano remplace Bora Milutinović aux MetroStars.
| Équipe                               | Entraîneur                           |
| ------------------------------------ | ------------------------------------ |
| Fire de Chicago                      | Bob Bradley                          |
| Rapids du Colorado                   | Glenn Myernick                       |
| Crew de Columbus                     | Tom Fitzgerald                       |
| D.C. United                          | Thomas Rongen                        |
| Burn de Dallas                       | Dave Dir                             |
| Wizards de Kansas City               | Bob Gansler                          |
| Galaxy de Los Angeles                | Sigi Schmid                          |
| Fusion de Miami                      | Ivo Wortmann Ray Hudson (08/05/2000) |
| Revolution de la Nouvelle-Angleterre | Fernando Clavijo                     |
| MetroStars                           | Octavio Zambrano                     |
| Earthquakes de San José              | Lothar Osiander                      |
| Mutiny de Tampa Bay                  | Tim Hankinson                        |

## Format de la compétition
- Les 12 équipes sont réparties en 3 divisions : Division Ouest (4 équipes), Division Centre (4 équipes) et la Division Est (4 équipes).
- Toutes les équipes disputent 32 rencontres qui se répartissent comme suit :
  - 4 rencontres (deux à domicile et deux à l'extérieur) contre chaque équipe de sa division
  - 4 rencontres (deux à domicile et deux à l'extérieur) contre une équipe de chaque division opposée
  - 2 rencontres (une à domicile et une à l'extérieur) contre les six équipes restantes
- Le règlement change concernant les matchs nuls à l'issue du temps réglementaire. Contrairement aux années précédentes, il n'y a pas obligatoirement de vainqueur à l'issue d'un match. En effet, si à la fin du temps réglementaire, une prolongation de deux périodes de cinq minutes avec mort subite a bien lieu et donne la victoire à l'équipe qui réussit à marquer, l'absence de but fait que le match se conclut sur un match nul.
- La victoire vaut donc 3 points qu'elle soit acquise ou non dans le temps réglementaire. Le match nul à l'issue de la prolongation rapporte 1 point. Toute défaite ne rapporte aucun point.
- La meilleure équipe de saison régulière a pour numéro le 1. L'équipe championne de division qui a le deuxième meilleur bilan est l'équipe numéro 2, la dernière équipe championne de division restant a pour numéro le 3. Les autres équipes sont classées de 4 à 8 selon leur performance.
- La différence particulière (points dans les confrontations directes) puis la différence de buts générale départagent les équipes en cas d'égalité.

## Saison régulière

### Classements des divisions Ouest, Centre et Est
| Rang | Équipe                   | Pts | J  | G  | N | P  | Bp | Bc | Diff |
| ---- | ------------------------ | --- | -- | -- | - | -- | -- | -- | ---- |
| 1    | Wizards de Kansas City   | 57  | 32 | 16 | 9 | 7  | 47 | 29 | +18  |
| 2    | Galaxy de Los Angeles C1 | 50  | 32 | 14 | 8 | 10 | 47 | 37 | +10  |
| 3    | Rapids du Colorado       | 43  | 32 | 13 | 4 | 15 | 43 | 59 | -16  |
| 4    | Earthquakes de San José  | 29  | 32 | 7  | 8 | 17 | 35 | 50 | -15  |

| Rang | Équipe              | Pts | J  | G  | N | P  | Bp | Bc | Diff |
| ---- | ------------------- | --- | -- | -- | - | -- | -- | -- | ---- |
| 1    | Fire de Chicago C   | 57  | 32 | 17 | 6 | 9  | 67 | 51 | +16  |
| 2    | Mutiny de Tampa Bay | 52  | 32 | 16 | 4 | 12 | 62 | 50 | +12  |
| 3    | Burn de Dallas      | 46  | 32 | 14 | 4 | 14 | 54 | 54 | 0    |
| 4    | Crew de Columbus    | 38  | 32 | 11 | 5 | 16 | 48 | 58 | -10  |

| Rang | Équipe                               | Pts | J  | G  | N | P  | Bp | Bc | Diff |
| ---- | ------------------------------------ | --- | -- | -- | - | -- | -- | -- | ---- |
| 1    | MetroStars                           | 54  | 32 | 17 | 3 | 12 | 64 | 56 | +8   |
| 2    | Revolution de la Nouvelle-Angleterre | 45  | 32 | 13 | 6 | 13 | 47 | 49 | -2   |
| 3    | Fusion de Miami                      | 41  | 32 | 12 | 5 | 15 | 54 | 56 | -2   |
| 4    | D.C. United T                        | 30  | 32 | 8  | 6 | 18 | 44 | 63 | -19  |

- MLS Supporters' Shield, champion de division et qualification en séries éliminatoires
- Champion de division et qualification en séries éliminatoires
- Franchise qualifiée pour les séries éliminatoires

T : Tenant du titre

C : Vainqueur de la Coupe des États-Unis de soccer 2000

C1 : Vainqueur de la Coupe des champions de la CONCACAF 2000

### Classement général
| Rang | Équipe                               | Pts | J  | G  | N | P  | Bp | Bc | Diff |
| ---- | ------------------------------------ | --- | -- | -- | - | -- | -- | -- | ---- |
| 1    | Wizards de Kansas City               | 57  | 32 | 16 | 9 | 7  | 47 | 29 | +18  |
| 2    | Fire de Chicago C                    | 57  | 32 | 17 | 6 | 9  | 67 | 51 | +16  |
| 3    | MetroStars                           | 54  | 32 | 17 | 3 | 12 | 64 | 56 | +8   |
| 4    | Mutiny de Tampa Bay                  | 52  | 32 | 16 | 4 | 12 | 62 | 50 | +12  |
| 5    | Galaxy de Los Angeles C1             | 50  | 32 | 14 | 8 | 10 | 47 | 37 | +10  |
| 6    | Burn de Dallas                       | 46  | 32 | 14 | 4 | 14 | 54 | 54 | 0    |
| 7    | Revolution de la Nouvelle-Angleterre | 45  | 32 | 13 | 6 | 13 | 47 | 49 | -2   |
| 8    | Rapids du Colorado                   | 43  | 32 | 13 | 4 | 15 | 43 | 59 | -16  |
| 9    | Fusion de Miami                      | 41  | 32 | 12 | 5 | 15 | 54 | 56 | -2   |
| 10   | Crew de Columbus                     | 38  | 32 | 11 | 5 | 16 | 48 | 58 | -10  |
| 11   | D.C. United T                        | 30  | 32 | 8  | 6 | 18 | 44 | 63 | -19  |
| 12   | Earthquakes de San José              | 29  | 32 | 7  | 8 | 17 | 35 | 50 | -15  |

- MLS Supporters' Shield, champion de division et qualification en séries éliminatoires
- Champion de division et qualification en séries éliminatoires
- Franchise qualifiée pour les séries éliminatoires

T : Tenant du titre

C : Vainqueur de la Coupe des États-Unis de soccer 2000

C1 : Vainqueur de la Coupe des champions de la CONCACAF 2000

### Résultats
Dans le tableau suivant, les clubs sont groupés par division plus placés dans l'ordre du classement.
| Résultats (▼dom., ►ext.)                                   | KAN | LA   | COLO | SJ   | CHI  | TAM  | DAL | COLU | MET  | N-A | MIA  | DCU  | KAN | LA   | COLO | SJ  | CHI | TAM | DAL | COLU | MET  | N-A  | MIA | DCU |
| Wizards de Kansas City                                     |     | 2-0  | 3-0  | 2-0  | 4-3  | 1-0  | 0-0 | 3-1  | 2-0  | 0-1 | 1-2  | 2-0  |     | 1-5  | 3-1  | 2-0 |     | 1-0 |     |      | 0-1  |      |     |     |
| Galaxy de Los Angeles                                      | 0-0 |      | 2-1  | 1-1  | 1-1  | 2-1  | 2-1 | 1-0  | 0-2  | 2-2 | 2-0  | 2-1  | 1-1 |      | 1-0A | 2-1 |     |     | 0-1 |      |      |      |     | 1-2 |
| Rapids du Colorado                                         | 0-5 | 1-0A |      | 0-1  | 2-1A | 1-0  | 1-0 | 0-0  | 1-3  | 2-1 | 1-2  | 2-5  | 1-1 | 1-0A |      | 2-0 | 1-1 |     |     |      |      |      | 3-1 |     |
| Earthquakes de San José                                    | 0-0 | 0-0  | 4-2  |      | 1-1  | 1-2  | 5-0 | 1-2  | 2-0  | 2-2 | 3-1  | 2-2  | 0-3 | 1-2  | 0-3  |     |     |     |     | 3-0  |      | 1-2  |     |     |
| Fire de Chicago                                            | 3-2 | 2-1  | 1-2  | 4-1  |      | 5-1  | 4-3 | 3-1  | 3-1  | 0-1 | 1-0  | 3-2  |     |      | 2-1  |     |     | 0-0 | 4-0 | 3-1  |      |      | 2-1 |     |
| Mutiny de Tampa Bay                                        | 1-2 | 2-0  | 4-2  | 4-0  | 0-1  |      | 3-1 | 5-1  | 0-2  | 1-0 | 1-4  | 3-0  | 2-2 |      |      |     | 3-3 |     | 2-1 | 3-1  | 4-3A |      |     |     |
| Burn de Dallas                                             | 4-1 | 1-1  | 0-1  | 2-1  | 4-2  | 1-0  |     | 2-1  | 4-6  | 2-1 | 1-1  | 3-0  |     | 4-2  |      |     | 3-0 | 2-3 |     | 3-2  |      |      |     | 1-0 |
| Crew de Columbus                                           | 2-0 | 2-2  | 2-3  | 2-1A | 0-2  | 1-2  | 2-1 |      | 0-2  | 3-1 | 2-0  | 1-1  |     |      |      | 2-1 | 2-3 | 3-4 | 1-1 |      |      | 4-1  |     |     |
| MetroStars                                                 | 1-2 | 0-1  | 5-3  | 0-0  | 4-1  | 3-2A | 2-1 | 0-1  |      | 4-2 | 4-2  | 3-2  | 0-0 |      |      |     |     | 0-3 |     |      |      | 2-1A | 2-1 | 2-2 |
| Revolution de la Nouvelle-Angleterre                       | 0-1 | 2-1  | 3-4  | 2-1  | 1-1  | 2-1  | 1-2 | 1-1  | 0-2  |     | 1-1  | 2-1A |     |      |      | 3-0 |     |     |     | 2-1  | 4-3  |      | 2-0 | 1-0 |
| Fusion de Miami                                            | 0-0 | 3-5  | 2-0  | 0-0  | 0-3  | 2-3  | 0-3 | 2-4  | 3-1  | 1-1 |      | 1-0A |     |      | 4-1  |     | 4-2 |     |     |      | 4-1  | 2-1  |     | 3-1 |
| D.C. United                                                | 0-0 | 0-4  | 1-1  | 0-1  | 3-2  | 2-2  | 3-2 | 1-2  | 2-3A | 1-3 | 2-1A |      |     | 1-2  |      |     |     |     | 2-0 |      | 3-2A | 2-0  | 2-6 |     |
| - Victoire à domicile - Match nul - Victoire à l'extérieur |     |      |      |      |      |      |     |      |      |     |      |      |     |      |      |     |     |     |     |      |      |      |     |     |

A Quand un score est suivi d'une lettre, cela signifie que le match en question a été gagné en prolongation. Si le score inscrit est 3-2, cela signifie que l'équipe gagnante a marqué un but en or dans la prolongation après un match nul 2-2 dans le temps réglementaire.

## Séries éliminatoires

### Règlement
Pour la première fois de l'histoire de la MLS, il n'y a pas de distinction de conférence entre les équipes. Les trois champions de divisions sont numéros 1, 2 et 3. En quart de finale, l'équipe classée première de la phase régulière affronte la huitième, la deuxième affronte la septième, la troisième affronte la sixième et la quatrième affronte la cinquième.
Le tableau est organisé de la manière suivante :
- Équipe 1 - Équipe 8
- Équipe 4 - Équipe 5
- Équipe 2 - Équipe 7
- Équipe 3 - Équipe 6

Les quarts de finale et les demi-finales se déroulent avec match aller et match d'appui éventuel chez le terrain du mieux classé. En cas d'égalité à l'issue d'un match, une prolongation de deux périodes de cinq minutes est disputée avec le but en or. Si aucun but n'est marqué, le match s'achève sur un match nul. Une victoire dans le temps réglementaire ou en prolongation vaut 3 points, un match nul vaut 1 point, une défaite vaut 0 point. La première équipe à 5 points passe au tour suivant. Si les deux équipes sont à 4 points à l'issue du troisième match, une prolongation avec but en or d'une durée de vingt minutes est disputée. Si aucun but n'est marqué, une séance de tirs au but est alors disputée.
La finale MLS, se déroule sur un match au RFK Memorial Stadium de Washington avec prolongation (but en or) et tirs au but pour départager si nécessaire les équipes. Les deux finalistes se qualifient pour les huitièmes de finale de la Coupe des champions de la CONCACAF 2002.

### Tableau
Pour les quarts et demi-finales, les points sont marqués. Entre parenthèses, sont marquées d'éventuelles morts subites à l'issue des 3 matchs. Pour la finale, le score de la rencontre est inscrit.
|  | Quarts de finale                         | Quarts de finale                         | Quarts de finale              | Quarts de finale          |                            |                            | Demi-finales       | Demi-finales       | Demi-finales       | Demi-finales       |  |  | MLS Cup 2000                                 | MLS Cup 2000                                 | MLS Cup 2000                                 | MLS Cup 2000                                 |
|  |                                          |                                          |                               |                           |                            |                            |                    |                    |                    |                    |  |  |                                              |                                              |                                              |                                              |
|  | 16, 20 et 24 septembre                   | 16, 20 et 24 septembre                   | 16, 20 et 24 septembre        | 16, 20 et 24 septembre    |                            |                            | 29, 3 et 6 octobre | 29, 3 et 6 octobre | 29, 3 et 6 octobre | 29, 3 et 6 octobre |  |  | 15 octobre, RFK Memorial Stadium, Washington | 15 octobre, RFK Memorial Stadium, Washington | 15 octobre, RFK Memorial Stadium, Washington | 15 octobre, RFK Memorial Stadium, Washington |
|  | 16, 20 et 24 septembre                   | 16, 20 et 24 septembre                   | 16, 20 et 24 septembre        | 16, 20 et 24 septembre    |                            |                            | 29, 3 et 6 octobre | 29, 3 et 6 octobre | 29, 3 et 6 octobre | 29, 3 et 6 octobre |  |  | 15 octobre, RFK Memorial Stadium, Washington | 15 octobre, RFK Memorial Stadium, Washington | 15 octobre, RFK Memorial Stadium, Washington | 15 octobre, RFK Memorial Stadium, Washington |
|  | (1) Wizards de Kansas City               | (1) Wizards de Kansas City               | 7                             | 7                         |                            |                            | 29, 3 et 6 octobre | 29, 3 et 6 octobre | 29, 3 et 6 octobre | 29, 3 et 6 octobre |  |  | 15 octobre, RFK Memorial Stadium, Washington | 15 octobre, RFK Memorial Stadium, Washington | 15 octobre, RFK Memorial Stadium, Washington | 15 octobre, RFK Memorial Stadium, Washington |
|  | (1) Wizards de Kansas City               | (1) Wizards de Kansas City               | 7                             | 7                         |                            |                            | 29, 3 et 6 octobre | 29, 3 et 6 octobre | 29, 3 et 6 octobre | 29, 3 et 6 octobre |  |  | 15 octobre, RFK Memorial Stadium, Washington | 15 octobre, RFK Memorial Stadium, Washington | 15 octobre, RFK Memorial Stadium, Washington | 15 octobre, RFK Memorial Stadium, Washington |
|  | (8) Rapids du Colorado                   | (8) Rapids du Colorado                   | 1                             | 1                         |                            |                            | 29, 3 et 6 octobre | 29, 3 et 6 octobre | 29, 3 et 6 octobre | 29, 3 et 6 octobre |  |  | 15 octobre, RFK Memorial Stadium, Washington | 15 octobre, RFK Memorial Stadium, Washington | 15 octobre, RFK Memorial Stadium, Washington | 15 octobre, RFK Memorial Stadium, Washington |
|  | (8) Rapids du Colorado                   | (8) Rapids du Colorado                   | 1                             | 1                         | (1) Wizards de Kansas City | (1) Wizards de Kansas City | 4 (1)              | 4 (1)              |                    |                    |  |  | 15 octobre, RFK Memorial Stadium, Washington | 15 octobre, RFK Memorial Stadium, Washington | 15 octobre, RFK Memorial Stadium, Washington | 15 octobre, RFK Memorial Stadium, Washington |
|  | 14 et 20 septembre                       |                                          |                               |                           | (1) Wizards de Kansas City | (1) Wizards de Kansas City | 4 (1)              | 4 (1)              |                    |                    |  |  | 15 octobre, RFK Memorial Stadium, Washington | 15 octobre, RFK Memorial Stadium, Washington | 15 octobre, RFK Memorial Stadium, Washington | 15 octobre, RFK Memorial Stadium, Washington |
|  |                                          |                                          | (5) Galaxy de Los Angeles     | (5) Galaxy de Los Angeles | 4 (0)                      | 4 (0)                      |                    |                    |                    |                    |  |  | 15 octobre, RFK Memorial Stadium, Washington | 15 octobre, RFK Memorial Stadium, Washington | 15 octobre, RFK Memorial Stadium, Washington | 15 octobre, RFK Memorial Stadium, Washington |
|  | (4) Mutiny de Tampa Bay                  | (4) Mutiny de Tampa Bay                  | (5) Galaxy de Los Angeles     | (5) Galaxy de Los Angeles | 4 (0)                      | 4 (0)                      | 0                  | 0                  |                    |                    |  |  | 15 octobre, RFK Memorial Stadium, Washington | 15 octobre, RFK Memorial Stadium, Washington | 15 octobre, RFK Memorial Stadium, Washington | 15 octobre, RFK Memorial Stadium, Washington |
|  | (4) Mutiny de Tampa Bay                  | (4) Mutiny de Tampa Bay                  | 26 et 30 septembre, 6 octobre |                           |                            |                            | 0                  | 0                  |                    |                    |  |  | 15 octobre, RFK Memorial Stadium, Washington | 15 octobre, RFK Memorial Stadium, Washington | 15 octobre, RFK Memorial Stadium, Washington | 15 octobre, RFK Memorial Stadium, Washington |
|  | (5) Galaxy de Los Angeles                | (5) Galaxy de Los Angeles                | 6                             | 6                         |                            |                            |                    |                    |                    |                    |  |  | 15 octobre, RFK Memorial Stadium, Washington | 15 octobre, RFK Memorial Stadium, Washington | 15 octobre, RFK Memorial Stadium, Washington | 15 octobre, RFK Memorial Stadium, Washington |
|  | (5) Galaxy de Los Angeles                | (5) Galaxy de Los Angeles                | 6                             | 6                         | (1) Wizards de Kansas City | (1) Wizards de Kansas City | 1                  | 1                  |                    |                    |  |  |                                              |                                              |                                              |                                              |
|  | 15, 19 et 22 septembre                   |                                          |                               |                           | (1) Wizards de Kansas City | (1) Wizards de Kansas City | 1                  | 1                  |                    |                    |  |  |                                              |                                              |                                              |                                              |
|  |                                          |                                          | (2) Fire de Chicago           | (2) Fire de Chicago       | 0                          | 0                          |                    |                    |                    |                    |  |  |                                              |                                              |                                              |                                              |
|  | (2) Fire de Chicago                      | (2) Fire de Chicago                      | (2) Fire de Chicago           | (2) Fire de Chicago       | 0                          | 0                          | 6                  | 6                  |                    |                    |  |  |                                              |                                              |                                              |                                              |
|  | (2) Fire de Chicago                      | (2) Fire de Chicago                      |                               |                           |                            |                            |                    |                    |                    |                    |  |  |                                              |                                              |                                              |                                              |
|  | (7) Revolution de la Nouvelle-Angleterre | (7) Revolution de la Nouvelle-Angleterre | 3                             | 3                         |                            |                            |                    |                    |                    |                    |  |  |                                              |                                              |                                              |                                              |
|  | (7) Revolution de la Nouvelle-Angleterre | (7) Revolution de la Nouvelle-Angleterre | 3                             | 3                         | (2) Fire de Chicago        | (2) Fire de Chicago        | 6                  | 6                  |                    |                    |  |  |                                              |                                              |                                              |                                              |
|  | 15 et 20 septembre                       |                                          |                               |                           | (2) Fire de Chicago        | (2) Fire de Chicago        | 6                  | 6                  |                    |                    |  |  |                                              |                                              |                                              |                                              |
|  |                                          |                                          | (3) MetroStars                | (3) MetroStars            | 3                          | 3                          |                    |                    |                    |                    |  |  |                                              |                                              |                                              |                                              |
|  | (3) MetroStars                           | (3) MetroStars                           | (3) MetroStars                | (3) MetroStars            | 3                          | 3                          | 6                  | 6                  |                    |                    |  |  |                                              |                                              |                                              |                                              |
|  | (3) MetroStars                           | (3) MetroStars                           |                               |                           |                            |                            |                    | 6                  |                    |                    |  |  |                                              |                                              |                                              |                                              |
|  | (6) Burn de Dallas                       | (6) Burn de Dallas                       | 0                             | 0                         |                            |                            |                    |                    |                    |                    |  |  |                                              |                                              |                                              |                                              |
|  | (6) Burn de Dallas                       | (6) Burn de Dallas                       | 0                             | 0                         |                            |                            |                    |                    |                    |                    |  |  |                                              |                                              |                                              |                                              |
|  |                                          |                                          |                               |                           |                            |                            |                    |                    |                    |                    |  |  |                                              |                                              |                                              |                                              |

### Résultats

#### Quarts de finale
| 14 septembre 2000 | Mutiny de Tampa Bay | 0 - 1 | Galaxy de Los Angeles |                                                                          |                                                                          |
|                   |                     |       | 61e (pen.) Vanney     | Raymond James Stadium, Tampa Spectateurs : 5 583 Arbitrage : Kevin Terry | Raymond James Stadium, Tampa Spectateurs : 5 583 Arbitrage : Kevin Terry |
|                   | Rapport             |       |                       | Raymond James Stadium, Tampa Spectateurs : 5 583 Arbitrage : Kevin Terry | Raymond James Stadium, Tampa Spectateurs : 5 583 Arbitrage : Kevin Terry |

| 20 septembre 2000 | Galaxy de Los Angeles                                                                  | 5 - 2 | Mutiny de Tampa Bay                                   |                                                                |                                                                |
|                   | Hendrickson 14e · Kelly 19e · Hernández 48e · Cienfuegos 51e · Elliott 60e · Jones 85e |       | · 21e Diallo · 31e Diallo · 56e Kotschau · 67e Diallo | Rose Bowl, Pasadena Spectateurs : 13 851 Arbitrage : Alex Prus | Rose Bowl, Pasadena Spectateurs : 13 851 Arbitrage : Alex Prus |
|                   | Rapport                                                                                |       |                                                       | Rose Bowl, Pasadena Spectateurs : 13 851 Arbitrage : Alex Prus | Rose Bowl, Pasadena Spectateurs : 13 851 Arbitrage : Alex Prus |

Le Galaxy se qualifie six points à zéro.
| 15 septembre 2000 | MetroStars                                                    | 2 - 1 b.e.o. | Burn de Dallas              |                                                                               |                                                                               |
|                   | Petke 4e · Mathis 34e · Myers 81e · Walsh 95e · Valencia 100e |              | · 31e Iribarren · 67e Rhine | Giants Stadium, East Rutherford Spectateurs : 14 868 Arbitrage : Marcel Yonan | Giants Stadium, East Rutherford Spectateurs : 14 868 Arbitrage : Marcel Yonan |
|                   | Rapport                                                       |              |                             | Giants Stadium, East Rutherford Spectateurs : 14 868 Arbitrage : Marcel Yonan | Giants Stadium, East Rutherford Spectateurs : 14 868 Arbitrage : Marcel Yonan |

| 20 septembre 2000 | Burn de Dallas                                                                                            | 1 - 2 | MetroStars                                                       |                                                                |                                                                |
|                   | Iribarren 5e · Jordan 30e · Rodriguez 36e · Deering 56e · Deering 67e · Rodriguez 82e (pen.) · Farrer 86e |       | · 10e Myers · 53e Mathis · 73e Villegas · 81e Mathis · 88e Walsh | Cotton Bowl, Dallas Spectateurs : 7 555 Arbitrage : Brian Hall | Cotton Bowl, Dallas Spectateurs : 7 555 Arbitrage : Brian Hall |
|                   | Rapport                                                                                                   |       |                                                                  | Cotton Bowl, Dallas Spectateurs : 7 555 Arbitrage : Brian Hall | Cotton Bowl, Dallas Spectateurs : 7 555 Arbitrage : Brian Hall |

Les MetroStars se qualifient six points à zéro.
| 15 septembre 2000 | Fire de Chicago                              | 2 - 1 | Revolution de la Nouvelle-Angleterre                   |                                                                     |                                                                     |
|                   | Razov 12e · Wright 54e (csc) · Kovalenko 73e |       | · 24e Álvarez · 50e Harris · 81e Wright · 90+4e Torres | Soldier Field, Chicago Spectateurs : 10 476 Arbitrage : Tim Weyland | Soldier Field, Chicago Spectateurs : 10 476 Arbitrage : Tim Weyland |
|                   | Rapport                                      |       |                                                        | Soldier Field, Chicago Spectateurs : 10 476 Arbitrage : Tim Weyland | Soldier Field, Chicago Spectateurs : 10 476 Arbitrage : Tim Weyland |

| 19 septembre 2000 | Revolution de la Nouvelle-Angleterre                                                   | 2 - 1 | Fire de Chicago                 |                                                                                 |                                                                                 |
|                   | Wright 11e · Wynalda 18e · Eyre 45+1e · Harkes 45+1e · Chronopoulos 45+1e · Wright 86e |       | · 73e Gutierrez · 83e Kovalenko | Foxboro Stadium, Foxborough Spectateurs : 10 723 Arbitrage : Ricardo Valenzuela | Foxboro Stadium, Foxborough Spectateurs : 10 723 Arbitrage : Ricardo Valenzuela |
|                   | Rapport                                                                                |       |                                 | Foxboro Stadium, Foxborough Spectateurs : 10 723 Arbitrage : Ricardo Valenzuela | Foxboro Stadium, Foxborough Spectateurs : 10 723 Arbitrage : Ricardo Valenzuela |

| 22 septembre 2000 | Fire de Chicago | 6 - 0 | Revolution de la Nouvelle-Angleterre |                                                                    |                                                                    |
|                   | Razov 5e · Stoichkov 14e · Stoichkov 17e · Stoichkov 19e · Kovalenko 22e · Beasley 31e · Nowak 45+2e · Razov 65e · George 75e |       | · 16e Eyre · 23e Baba                | Soldier Field, Chicago Spectateurs : 5 972 Arbitrage : Kevin Stott | Soldier Field, Chicago Spectateurs : 5 972 Arbitrage : Kevin Stott |
|                   | Rapport |       |                                      | Soldier Field, Chicago Spectateurs : 5 972 Arbitrage : Kevin Stott | Soldier Field, Chicago Spectateurs : 5 972 Arbitrage : Kevin Stott |

Chicago se qualifie six points à trois.
| 16 septembre 2000 | Wizards de Kansas City                                                    | 1 - 0 | Rapids du Colorado                  |                                                                              |                                                                              |
|                   | · Molnar 18e · Garcia 24e · Johnston 27e · Henderson 84e · Johnston 90+2e |       | 13e Hart · 15e Vaudreuil · 18e Bent | Arrowhead Stadium, Kansas City Spectateurs : 8 682 Arbitrage : Richard Grady | Arrowhead Stadium, Kansas City Spectateurs : 8 682 Arbitrage : Richard Grady |
|                   | Rapport                                                                   |       |                                     | Arrowhead Stadium, Kansas City Spectateurs : 8 682 Arbitrage : Richard Grady | Arrowhead Stadium, Kansas City Spectateurs : 8 682 Arbitrage : Richard Grady |

| 20 septembre 2000 | Rapids du Colorado                        | 0 - 0 a. p. | Wizards de Kansas City |                                                                      |                                                                      |
|                   | · Vermillion 31e · Bravo 59e · Limpar 68e |             | 27e Vermes             | Mile High Stadium, Denver Spectateurs : 8 789 Arbitrage : Noel Kenny | Mile High Stadium, Denver Spectateurs : 8 789 Arbitrage : Noel Kenny |
|                   | Rapport                                   |             |                        | Mile High Stadium, Denver Spectateurs : 8 789 Arbitrage : Noel Kenny | Mile High Stadium, Denver Spectateurs : 8 789 Arbitrage : Noel Kenny |

| 24 septembre 2000 | Wizards de Kansas City                                             | 3 - 2 | Rapids du Colorado                                     |                                                                               |                                                                               |
|                   | Henderson 11e · Zavagnin 59e · Molnar 65e · Gomez 69e · McKeon 73e |       | · 61e Key · 70e Bravo · 75e Agogo · 90+4e (pen.) Bravo | Arrowhead Stadium, Kansas City Spectateurs : 4 156 Arbitrage : Paul Tamberino | Arrowhead Stadium, Kansas City Spectateurs : 4 156 Arbitrage : Paul Tamberino |
|                   | Rapport                                                            |       |                                                        | Arrowhead Stadium, Kansas City Spectateurs : 4 156 Arbitrage : Paul Tamberino | Arrowhead Stadium, Kansas City Spectateurs : 4 156 Arbitrage : Paul Tamberino |

Kansas City se qualifie sept points à un.

#### Demi-finales
| 26 septembre 2000 | Fire de Chicago                                                           | 3 - 0 | MetroStars  |                                                                    |                                                                    |
|                   | Bocanegra 19e · Stoichkov 21e · Kovalenko 35e · Stoichkov 45e · Razov 84e |       | · 61e Ramos | Soldier Field, Chicago Spectateurs : 7 141 Arbitrage : Kevin Terry | Soldier Field, Chicago Spectateurs : 7 141 Arbitrage : Kevin Terry |
|                   | Rapport                                                                   |       |             | Soldier Field, Chicago Spectateurs : 7 141 Arbitrage : Kevin Terry | Soldier Field, Chicago Spectateurs : 7 141 Arbitrage : Kevin Terry |

| 30 septembre 2000 | MetroStars                                                                  | 2 - 0 | Fire de Chicago              |                                                                                     |                                                                                     |
|                   | Petke 5e · Mathis 13e · Comas 36e · Chung 40e · Valencia 59e · Valencia 84e |       | · 17e Gutiérrez · 37e Marsch | Giants Stadium, East Rutherford Spectateurs : 15 476 Arbitrage : Ricardo Valenzuela | Giants Stadium, East Rutherford Spectateurs : 15 476 Arbitrage : Ricardo Valenzuela |
|                   | Rapport                                                                     |       |                              | Giants Stadium, East Rutherford Spectateurs : 15 476 Arbitrage : Ricardo Valenzuela | Giants Stadium, East Rutherford Spectateurs : 15 476 Arbitrage : Ricardo Valenzuela |

| 6 octobre 2000 | Fire de Chicago                                                                                 | 3 - 2 | MetroStars                                                                                |                                                                     |                                                                     |
|                | Brown 3e · Kovalenko 8e · Whitfield 26e · Stoichkov 31e · Stoichkov 58e · Razov 68e · Razov 88e |       | · 20e Mathis · 32e Valencia · 36e Valencia · 45+1e Villegas · 89e Jolley · 90+3e Valencia | Soldier Field, Chicago Spectateurs : 10 133 Arbitrage : Tim Weyland | Soldier Field, Chicago Spectateurs : 10 133 Arbitrage : Tim Weyland |
|                | Rapport                                                                                         |       |                                                                                           | Soldier Field, Chicago Spectateurs : 10 133 Arbitrage : Tim Weyland | Soldier Field, Chicago Spectateurs : 10 133 Arbitrage : Tim Weyland |

Chicago se qualifie six points à trois.
| 29 septembre 2000 | Wizards de Kansas City   | 0 - 0 a. p. | Galaxy de Los Angeles                                      |                                                                             |                                                                             |
|                   | Klein 2e · Henderson 15e |             | · 58e Fraser · 97e Cienfuegos · 98e Jones · 100e Hernández | Arrowhead Stadium, Kansas City Spectateurs : 11 815 Arbitrage : Kevin Terry | Arrowhead Stadium, Kansas City Spectateurs : 11 815 Arbitrage : Kevin Terry |
|                   | Rapport                  |             |                                                            | Arrowhead Stadium, Kansas City Spectateurs : 11 815 Arbitrage : Kevin Terry | Arrowhead Stadium, Kansas City Spectateurs : 11 815 Arbitrage : Kevin Terry |

| 3 octobre 2000 | Galaxy de Los Angeles                                    | 2 - 1 b.e.o. | Wizards de Kansas City |                                                                     |                                                                     |
|                | Jones 16e · Hernández 59e · Hendrickson 82e · Califf 93e |              | · 29e McKeon           | Rose Bowl, Pasadena Spectateurs : 20 849 Arbitrage : Paul Tamberino | Rose Bowl, Pasadena Spectateurs : 20 849 Arbitrage : Paul Tamberino |
|                | Rapport                                                  |              |                        | Rose Bowl, Pasadena Spectateurs : 20 849 Arbitrage : Paul Tamberino | Rose Bowl, Pasadena Spectateurs : 20 849 Arbitrage : Paul Tamberino |

| 6 octobre 2000 | Wizards de Kansas City                                                    | 1 - 0 | Galaxy de Los Angeles |                                                                            |                                                                            |
|                | Molnar 22e (pen.) · Garcia 40e · Molnar 50e · Johnston 58e · Zavagnin 76e |       | · Vanney 36e          | Arrowhead Stadium, Kansas City Spectateurs : 8 320 Arbitrage : Kevin Terry | Arrowhead Stadium, Kansas City Spectateurs : 8 320 Arbitrage : Kevin Terry |
|                | Rapport                                                                   |       |                       | Arrowhead Stadium, Kansas City Spectateurs : 8 320 Arbitrage : Kevin Terry | Arrowhead Stadium, Kansas City Spectateurs : 8 320 Arbitrage : Kevin Terry |

|  |           | 1–0 b.e.o. |
|  | Molnar 6e |            |

Il y a quatre points partout à l'issue du troisième match. Kansas City se qualifie lors de la prolongation en or à l'issue du troisième match.

#### MLS Cup 2000
| 15 octobre 2000 | Wizards de Kansas City                             | 1 - 0 | Fire de Chicago              | Robert F. Kennedy Memorial Stadium, Washington  |                                                 |
|                 | Molnar 11e · Johnston 48e · Garcia 58e · Meola 76e |       | · 47e Kovalenko · 76e Bonseu | Spectateurs : 39 159 Arbitrage : Paul Tamberino | Spectateurs : 39 159 Arbitrage : Paul Tamberino |
|                 | Rapport                                            |       |                              | Spectateurs : 39 159 Arbitrage : Paul Tamberino | Spectateurs : 39 159 Arbitrage : Paul Tamberino |

## Leaders statistiques (saison régulière)

### Classement des buteurs (MLS Scoring Champion)
Le classement des buteurs se calcule de la manière suivante : 2 points pour un but et 1 point pour une passe.
| Rang | Joueur           | Club                                 | Buts | Passes | Points |
| ---- | ---------------- | ------------------------------------ | ---- | ------ | ------ |
| 1    | Mamadou Diallo   | Mutiny de Tampa Bay                  | 26   | 4      | 56     |
| 2    | Clint Mathis     | MetroStars                           | 16   | 14     | 46     |
| 3    | Ante Razov       | Fire de Chicago                      | 18   | 6      | 42     |
| 3    | Diego Serna      | Fusion de Miami                      | 16   | 10     | 42     |
| 5    | Adolfo Valencia  | MetroStars                           | 16   | 9      | 41     |
| 6    | Dante Washington | Crew de Columbus                     | 15   | 9      | 39     |
| 7    | Wolde Harris     | Revolution de la Nouvelle-Angleterre | 15   | 7      | 37     |
| 8    | Jason Kreis      | Dallas Burn                          | 11   | 13     | 35     |
| 9    | Ariel Graziani   | Burn de Dallas                       | 15   | 3      | 33     |
| 10   | Alex Comas       | MetroStars                           | 13   | 6      | 32     |

### Classement des passeurs
| Rang | Joueur            | Club                   | Passes |
| ---- | ----------------- | ---------------------- | ------ |
| 1    | Carlos Valderrama | Mutiny de Tampa Bay    | 26     |
| 2    | Steve Ralston     | Mutiny de Tampa Bay    | 17     |
| 3    | Martín Machón     | Fusion de Miami        | 16     |
| 4    | Preki             | Wizards de Kansas City | 15     |
| 5    | Clint Mathis      | MetroStars             | 14     |
| 5    | Piotr Nowak       | Fire de Chicago        | 14     |
| 7    | Diego Gutiérrez   | Fire de Chicago        | 13     |
| 7    | Jason Kreis       | Burn de Dallas         | 13     |
| 7    | Robert Warzycha   | Crew de Columbus       | 13     |

### Classement des gardiens
Il faut avoir joué au moins 1000 minutes pour être classé. Les statistiques sont faites seulement sur les matchs où les gardiens sont titulaires. 
| Rang | Gardien       | Club                                 | MJ | MIN  | BE | BE/M |
| ---- | ------------- | ------------------------------------ | -- | ---- | -- | ---- |
| 1    | Tony Meola    | Wizards de Kansas City               | 31 | 2826 | 29 | 0.92 |
| 2    | Kevin Hartman | Galaxy de Los Angeles                | 26 | 2422 | 27 | 1.00 |
| 3    | Zach Thornton | Fire de Chicago                      | 25 | 2319 | 33 | 1.28 |
| 4    | Joe Cannon    | Earthquakes de San José              | 26 | 2420 | 40 | 1.49 |
| 5    | Scott Garlick | Mutiny de Tampa Bay                  | 32 | 2934 | 50 | 1.53 |
| 6    | Jeff Causey   | Revolution de la Nouvelle-Angleterre | 21 | 1948 | 34 | 1.57 |
| 7    | Mike Ammann   | MetroStars                           | 22 | 1960 | 35 | 1.61 |
| 8    | David Kramer  | Rapids du Colorado                   | 19 | 1765 | 33 | 1.68 |
| 9    | Mark Simpson  | D.C. United                          | 12 | 1128 | 21 | 1.68 |
| 10   | Matt Jordan   | Burn de Dallas                       | 31 | 2830 | 53 | 1.69 |

## Récompenses individuelles

### Récompenses annuelles
| Trophée                            | Joueur                     | Club                    |
| ---------------------------------- | -------------------------- | ----------------------- |
| Meilleur joueur (saison régulière) | Tony Meola                 | Wizards de Kansas City  |
| Meilleur joueur (finale MLS)       | Tony Meola                 | Wizards de Kansas City  |
| Meilleur buteur                    | Mamadou Diallo (56 points) | Mutiny de Tampa Bay     |
| Meilleur défenseur                 | Peter Vermes               | Wizards de Kansas City  |
| Meilleur gardien                   | Tony Meola                 | Wizards de Kansas City  |
| Meilleur rookie                    | Carlos Bocanegra           | Fire de Chicago         |
| Meilleur entraîneur                | Bob Gansler                | Wizards de Kansas City  |
| Meilleur come-back                 | Tony Meola                 | Wizards de Kansas City  |
| Meilleur arbitre                   | Paul Tamberino             |                         |
| Meilleur but                       | Marcelo Balboa             | Rapids du Colorado      |
| Action de l'année                  | Clint Mathis               | MetroStars              |
| Trophée du fair-play (joueur)      | Steve Ralston              | Mutiny de Tampa Bay     |
| Trophée du fair-play (équipe)      |                            | Mutiny de Tampa Bay     |
| Action humanitaire de l'année      | Abdul Thompson Conteh      | Earthquakes de San José |

### Joueur du mois
| Mois      | Joueur           | Club                   |
| --------- | ---------------- | ---------------------- |
| Avril     | Miklos Molnar    | Wizards de Kansas City |
| Mai       | Tony Meola       | Wizards de Kansas City |
| Juin      | Clint Mathis     | MetroStars             |
| Juillet   | Dante Washington | Crew de Columbus       |
| Août      | Clint Mathis     | MetroStars             |
| Septembre | Diego Serna      | Fusion de Miami        |

### Joueur de la semaine
| Semaine    | Joueur           | Club                                 |
| ---------- | ---------------- | ------------------------------------ |
| Semaine 1  | Ariel Graziani   | Burn de Dallas                       |
| Semaine 2  | Cobi Jones       | Galaxy de Los Angeles                |
| Semaine 3  | Joe Cannon       | Earthquakes de San José              |
| Semaine 4  | Ben Olsen        | D.C. United                          |
| Semaine 5  | Imad Baba        | Revolution de la Nouvelle-Angleterre |
| Semaine 6  | Marcelo Balboa   | Rapids du Colorado                   |
| Semaine 7  | Ante Razov       | Fire de Chicago                      |
| Semaine 8  | Ante Razov       | Fire de Chicago                      |
| Semaine 9  | Mamadou Diallo   | Mutiny de Tampa Bay                  |
| Semaine 10 | Peter Vermes     | Wizards de Kansas City               |
| Semaine 11 | Ted Chronopoulos | Revolution de la Nouvelle-Angleterre |
| Semaine 12 | Mamadou Diallo   | Mutiny de Tampa Bay                  |
| Semaine 13 | Jamar Beasley    | Revolution de la Nouvelle-Angleterre |
| Semaine 14 | Danny Califf     | Galaxy de Los Angeles                |
| Semaine 15 | Tony Meola       | Wizards de Kansas City               |
| Semaine 16 | Ariel Graziani   | Burn de Dallas                       |
| Semaine 17 | Joe Cannon       | Earthquakes de San José              |
| Semaine 18 | Dante Washington | Crew de Columbus                     |
| Semaine 19 | Wolde Harris     | Revolution de la Nouvelle-Angleterre |
| Semaine 20 | Ante Razov       | Fire de Chicago                      |
| Semaine 21 | Adolfo Valencia  | MetroStars                           |
| Semaine 22 | Clint Mathis     | MetroStars                           |
| Semaine 23 | Clint Mathis     | MetroStars                           |
| Semaine 24 | Diego Serna      | Fusion de Miami                      |
| Semaine 25 | Paul Bravo       | Rapids du Colorado                   |

## Bilan
Il est à signaler que le D.C. United et le Crew de Columbus disputent la saison suivante la Coupe des géants de la CONCACAF tandis que les Wizards de Kansas City et les MetroStars disputent eux la Copa Merconorte.
| Major League Soccer 2000                                     |                                      |
| Champion                                                     | Wizards de Kansas City (1er titre)   |
| Play-offs                                                    | Wizards de Kansas City               |
| Play-offs                                                    | Fire de Chicago                      |
| Play-offs                                                    | MetroStars                           |
| Play-offs                                                    | Mutiny de Tampa Bay                  |
| Play-offs                                                    | Galaxy de Los Angeles                |
| Play-offs                                                    | Burn de Dallas                       |
| Play-offs                                                    | Revolution de la Nouvelle-Angleterre |
| Play-offs                                                    | Rapids du Colorado                   |
| Coupes et trophées                                           |                                      |
| Vainqueur de la Coupe des États-Unis 2000                    | Fire de Chicago                      |
| Qualifications continentales                                 |                                      |
| Coupe des champions de la CONCACAF 2002 (huitième de finale) | Wizards de Kansas City               |
| Coupe des champions de la CONCACAF 2002 (huitième de finale) | Fire de Chicago                      |
| Coupe des géants de la CONCACAF (quart de finale)            | D.C. United                          |
| Coupe des géants de la CONCACAF (quart de finale)            | Crew de Columbus                     |
| Copa Merconorte (phase de poules)                            | Wizards de Kansas City               |
| Copa Merconorte (phase de poules)                            | MetroStars                           |